# La Chaussade
La Chaussade là một xã thuộc tỉnh Creuse trong vùng Nouvelle-Aquitaine miền trung nước Pháp. Xã này nằm ở khu vực có độ cao trung bình 610 mét trên mực nước biển.

## Địa lý
Là một xã nông trang và lâm nghiệp có cự ly khoảng 3 dặm (4,8 km) về phía đông bắc của Aubusson, tại giao lộ các tuyến đường D40, D39 và D993.
Sông Voueize bắt nguồn tại thị trấn.

## Dân số
| 1962                                                        | 1968 | 1975 | 1982 | 1990 | 1999 | 2005 |
| ----------------------------------------------------------- | ---- | ---- | ---- | ---- | ---- | ---- |
| 106                                                         | 123  | 111  | 108  | 105  | 104  | 107  |
| Số liệu điều tra dân số từ năm 1962 Dân số chỉ tính một lần |      |      |      |      |      |      |

## Địa điểm nổi bật
- Nhà thờ thế kỷ 13.
- 3 lâu đài Baboneix, Le Rechautier và l'Etang.